# Termosfera

Capes de l'atmosfera: troposfera i tropopausa, estratosfera i estratopausa, mesosfera i mesopausa, i termosfera

La termosfera és una de les capes de l'atmosfera terrestre anomenada així per la seva elevada temperatura, causada per la ionització dels gasos (per això, també s'anomena ionosfera), Si el Sol està actiu, les temperatures a la termosfera poden arribar a 1.500 °C. No obstant això, aquestes elevades temperatures no es corresponen amb la sensació de calor que tindríem en la troposfera, ja que a la termosfera la densitat és molt més baixa.
En aquesta capa, els gasos s'hi troben ionitzats, ja que aquesta capa absorbeix les radiacions solars de menor longitud d'ona (raigs gamma i raigs X), que són altament energètiques. En aquesta capa es desintegren els meteorits a causa de les altes temperatures i es produeixen les aurores polars.